# Cranocarpus gracilis
Cranocarpus gracilis är en ärtväxtart som beskrevs av Alf.Fern. och P.Bezerra. Cranocarpus gracilis ingår i släktet Cranocarpus, och familjen ärtväxter. Inga underarter finns listade i Catalogue of Life.